# Edom, Texas
Edom là một thành phố thuộc quận Van Zandt, tiểu bang Texas, Hoa Kỳ. Năm 2010, dân số của xã này là 375 người.

## Dân số
- Dân số năm 2000: 322 người.
- Dân số năm 2010: 375 người.